# 全日本青少年eスポーツ協会/Gameic
全日本青少年eスポーツ協会/Gameic (ぜんにほんせいしょうねんイースポーツきょうかい/ゲーミック、登記法人名: 一般社団法人全日本青少年eスポーツ協会Gameic、英: All Japan Youth eSports Association / Gameic、略称:Gameic )は、GameicTeam (旧：認証団体制度）、GameicEvent (旧：公認大会制度）、SDGｓの取り組みを中心に活動・管理を行う民間発の全国区のeスポーツ協会。

## 主な業務
- GameicTeam（認証団体制度）の運営・管理、eスポーツチーム支援費用の負担
- GameicEvent（公認大会制度）の運営・管理、コミュニティ大会成長支援費用の負担、広報面、法律面でのサポート
- SDGs×eスポーツへの取り組み
- 自治体と連携した、社会課題への解決

## 沿革
2020年2月、日本学生esports協会 / Gameic発足。eスポーツ市場・プレイヤーを第一優先とする協会として活動。同年8月、国内最大の協会へ成長。
2021年、東大阪市と事業連携協定を結び、ひきこもり支援の活動を開始。協会加盟チーム数が700チームを超える。年間大会開催数は、200大会以上。
2022年、東北経済産業局より、SDGs x eスポーツの取り組みにてeスポーツ業界初の受賞。同年5月1日、団体名を「日本学生eスポーツ協会 / Gameic」から「全日本青少年eスポーツ協会 / Gameic」へ変更。
2022年6月7日、日立物流と共同で、「LOGISTEED CO2 CHALLENGE」と銘打った、eスポーツを通じてCO2を削減する取り組みを発表した。

## 歴代代表理事
前川友吾 (2020年2月 - )

## 理念と活動内容
Gameicでは、次の理念を掲げている、
- 日本eスポーツの水準向上およびeスポーツの普及促進
- 国際社会における交流および親善への貢献
- eスポーツユーザーにとって、最高の環境の構築と整備
- eスポーツの社会的意義の構築

また、次の内容の活動を行っている。
1. eスポーツチームの実績を記録・管理による、チームの価値評価。また、eスポーツチームのプロ化支援。
2. eスポーツコミュニティ大会/イベントの、公認・支援による、コミュニティ大会市場の活性化。
3. パートナー企業と連携した、SDGs課題への取り組み。（（例）GameicEventに登録された、eスポーツ大会に1人参加するごとに、10kgのCO2の削減。（カーボンオフセットの活用））
4. ゲームに対する悩みや、eスポーツの夢を相談する窓口の設置
5. 自治体と連携した、社会課題の解決
6. 国境にとらわれない、コミュニケーション支援

この活動方針は、Gameicの4つの理念を実現するための方法とみなせる。